# Zottiger Flieder
Der Zottige Flieder (Syringa villosa) ist ein Strauch mit lilarosafarbenen Blüten aus der Familie der Ölbaumgewächse (Oleaceae). Das natürliche Verbreitungsgebiet liegt in China. Die Art wird häufig als Zierstrauch verwendet. 

## Beschreibung
Der Zottige Flieder ist ein bis zu 4 Meter hoher Strauch mit dicken, kahlen, schwach flaumhaarigen bis zottig behaarten Zweigen. Endknospen sind vorhanden. Die Laubblätter haben einen 0,8 bis 2,5 Zentimeter langen Stiel. Die Blattspreite ist einfach, 4 bis 11, selten bis 18 Zentimeter lang und 1,5 bis 6, selten bis 11 Zentimeter breit, breit-elliptisch bis verkehrt-eiförmig-länglich, mit spitzer bis kurz zugespitzter Blattspitze und keilförmiger oder mehr oder weniger gerundeter Basis. Die Blattoberseite ist sattgrün und kahl, die Unterseite ist blaugrün, fein behaart oder nur entlang der Blattadern bebartet.
Die Blüten wachsen in 5 bis 13, selten bis 17 Zentimeter langen und 3 bis 10 Zentimeter durchmessenden, aufrechten, endständigen, kompakten, behaarten und beblätterten Rispen. Der Blütenstiel ist 0,5 bis 1,5 Millimeter lang, der Kelch 2 bis 4 Millimeter. Die Blütenkrone ist 1 bis 2 Zentimeter breit und rot-lilafarben, rosafarben oder weiß. Die Kronröhre ist schlank, mehr oder weniger zylindrisch und 0,7 bis 1,5 Zentimeter lang. Die Kronzipfel sind eiförmig bis elliptisch, stumpf und ausgebreitet. Die Staubbeutel sind gelb und reichen bis zum Schlund der Kronröhre oder etwas darüber hinaus. Als Früchte werden 1 bis 1,5 Zentimeter lange, mehr oder weniger glatte, längliche Kapseln gebildet. Der Zottige Flieder blüht von Mai bis Juni, die Früchte reifen im September.

## Verbreitung
Das natürliche Verbreitungsgebiet von Syringa villosa subsp. villosa liegt in den chinesischen Provinzen  Hebei und Shanxi. Der Zottige Flieder wächst entlang von Flussläufen und Schluchten und in Dickichten in Höhen von 1200 bis 2200 Metern auf mäßig trockenen bis feuchten, schwach sauren bis schwach alkalischen, sandig- oder kiesig-lehmigen Böden an sonnigen Standorten. Die Art ist wärmeliebend und meist frosthart.

## Systematik
Der Zottige Flieder (Syringa villosa) ist eine Art aus der Gattung der Flieder (Syringa) in der Familie der Ölbaumgewächse (Oleaceae). Dort wird die Gattung der Tribus Oleeae zugeordnet. Die Art wurde von Martin Vahl 1804 erstmals wissenschaftlich beschrieben. Der Gattungsname Syringa wurde von Linné 1753 gewählt, zuvor ab etwa dem 16. Jahrhundert wurde der Name sowohl für den Gemeinen Flieder (Syringa vulgaris) als auch für den Europäischen Pfeifenstrauch (Philadelphus coronarius) verwendet. Er wurde wahrscheinlich von der griechischen „syrigs“ abgeleitet, einem Blasinstrument, das man aus den Ästen des Pfeifenstrauchs herstellen kann. Das Artepitheton villosa stammt aus dem Lateinischen und bedeutet „zottig“.
Man kann zwei Unterarten unterscheiden:    
- Syringa villosa subsp. villosa: Sie kommt im nördlichen China vor.[7] Als Chromosomenzahlen werden 2n = 46 und 2n = 48 angegeben.[3]
- Syringa villosa subsp. wolfii (C.K.Schneid.) Jin Y.Chen & D.Y.Hong (Syn.: Syringa wolfii C.K.Schneid.): Sie kommt vom fernöstlichen asiatischen Russland bis Korea, Heilongjian und Jilin vor.[7] Als Chromosomenzahl wird 2n = 46 angegeben.[3]

## Verwendung
Der Zottige Flieder wird häufig wegen der dekorativen Blüten als Zierstrauch verwendet.

## Nachweise